# 杰弗里·詹姆森
杰弗里·詹姆森（英語：Geoffrey Jameson，1928年8月18日—2017年11月8日），澳大利亚男子摔跤运动员。他曾代表澳大利亚参加1954年和1958年大英帝国和英联邦运动会摔跤比赛，获得一枚金牌和一枚银牌。